# Добрянка (Черниговский район)
Добря́нка — посёлок в Черниговском районе Черниговской области Украины, административный центр Добрянской поселковой общины. До 17 июля 2020 года был на территории ныне упразднённого Репкинского района.

## Географическое положение
Расстояние от Добрянки до Чернигова составляет около 66 км, до Киева — 275 км.

## История

### 1706—1917
Слобода Добрянка была основана в 1706 году на землях Черниговского Троицко-Ильинского монастыря при рр. Добрянке и Немыльне. Её основателем был Онисим Сафронов, который получил 1 апреля 1706 года разрешение на поселение от архимандрита этого монастыря. В 1706 году в слободе поселилось 12 семей в 9 дворах. Посёлок был известен как одно из мест поселений старообрядцев.
В ходе Северной войны жители селения атаковали оказавшиеся в этой местности шведские отряды и, взяв много пленных, представили их в Стародуб Петру I, который утвердил за раскольниками в вечное и потомственное владение те земли, на которых они поселились.
В 1772 году местные жители активно участвовали в борьбе с польскими конфедератами.
В 1893 году Добрянка являлась посадом Городнянского уезда Черниговской губернии Российской империи, в котором насчитывалось 7150 жителей, занимавшихся торговлей, ремёслами (прядение льна, изготовление ниток и холстов), сельским хозяйством и промыслами. Здесь регулярно проходили ярмарки.
В 1903 году здесь возникла социал-демократическая организация.
Жители села принимали участие в революции 1905 года — в июне 1905 года рабочие провели стачку на кожевенных заводах.
В ноябре 1917 года здесь была установлена Советская власть.

### 1918—1991
В 1924 году Добрянке был присвоен статус посёлка городского типа. В 1932—1959 гг. Добрянка была районным центром.
В ходе Великой Отечественной войны в 1941—1943 гг. селение было оккупировано немецкими войсками. 7 ноября 1941 года партизаны Добрянского партизанского отряда имени К. Е. Ворошилова (командир Евтушенко) атаковали и разгромили находившийся в селе немецко-полицейский гарнизон.
В 1971 году в посёлке действовали мебельная фабрика, швейная фабрика, овощесушильный завод, торфодобывающее предприятие, колхоз «Социалистический путь», средняя школа, восьмилетняя школа, школа рабочей молодёжи, больница, санаторий «Полесье», Дом культуры, две библиотеки и историко-краеведческий музей.
В 1978 году численность населения составляла 4,8 тыс. человек. К началу 1980 года здесь действовали швейная фабрика, мебельная фабрика, виноконсервный завод, производственное отделение райсельхозтехники, две общеобразовательные школы, больница, санаторий «Полесье», Дом культуры, две библиотеки и историко-краеведческий музей.
В январе 1989 года численность населения составляла 4042 человека.

### После 1991
После провозглашения независимости Украины посёлок оказался на границе с Россией и Белоруссией и здесь был оборудован таможенный пост, который находится в зоне ответственности Черниговского пограничного отряда Северного регионального управления ГПСУ.
В апреле 1995 года находившийся в посёлке аэродром был передан на баланс местных властей. В июле 1995 года Кабинет министров Украины утвердил решение о приватизации находившегося здесь отделения райсельхозтехники.
По состоянию на 1 января 2013 года численность населения составляла 2894 человека, на 1 января 2014 года — 2853 человека, на 1 января 2016 года — 2787 человек.
С конца февраля по начало апреля 2022 года посёлок был оккупирован российскими войсками в ходе вторжения России на Украину.

## Транспорт
Возле посёлка проходит автомагистраль М-01, являющаяся частью европейского маршрута E 95 и трассы Т 2507.
В посёлке находится железнодорожная станция Горностаевка на линии Чернигов —Гомель Юго-Западной железной дороги.

## Известные уроженцы
- Григорьев, Леонид Михайлович — Герой Советского Союза[6].
- Костылев, Владимир Иванович — советский военачальник, генерал-полковник.
- Хромов, Борис Кондратьевич — Герой Советского Союза;
- Михно, Владимир Борисович — физико-географ, ландшафтовед.
- В. Р. Литвинов — лауреат Ленинской премии[6]
- Щекотский, Фёдор Михайлович (1898—1969) — советский военачальник, генерал-майор.